# 对法国大革命的反思
《对法国大革命的反思》（英語：Reflections on the Revolution in France），又译作《反思法国大革命》、《法国革命论》，是爱尔兰知名政治学家埃德蒙·伯克撰写的政治小册子，于1790年11月出版，是对法国大革命的进行学术型批判和思考的最知名的经典之作，该部著作深刻阐述了现代保守主义理论的基本原理，是保守主义经典著作之一，也是埃德蒙·伯克将“传统主义转变为自觉的、理念完备的保守主义政治哲学”的一项重要成果。
这本小册子不易分类，虽然这部著作被视作“小册子”，但伯克是以信件的形式写就的。它在一定程度上激发了民众对开放性和选择性的期待。学术界很难确定伯克或他的作品是否能够被理解为“现实主义者或理想主义者、理性主义者或革命主义者”。由于这部著作逻辑缜密、观点犀利、修辞巧妙、修辞技巧、力透纸背，已成为伯克最为知名的作品之一，更是一部政治理论经典之作。在20世纪，它极大地影响了保守派和古典自由派知识分子，他们将伯克的辉格主义理论重新定义为对共产主义和革命社会主义的强有力批判。

## 背景
1789年11月，柏克收到了年輕的法國貴族杜邦（Mons.de Depont）的來信。杜邦曾在1785年前往英格蘭並結識柏克，同時也是國民議會支持者，這促使他寫信詢問精通法國事務的柏克對大革命意見。作為回應，柏克的回信集結成冊後，就成為了《對法國大革命的反思》。
值得注意的是，《對法國大革命的反思》多被視為保守主义的代表，但柏克本身的立場不能以純粹的自由或保守來去區分其政治意識形態，因為長久以來柏克在英國政治圈中是以偏左的輝格黨員受到推崇，比如關於美國獨立，柏克的立場就傾向支持（這同時也是當時輝格黨的方針）。因此當柏克譴責法國大革命是場災難時，令不少人感到詫異。事實上柏克的在本書中也顯示其兼具自由與保守的多元思維。

## 內容概要
《對法國大革命的反思》是以信件的模式寫成，內容不僅針對法國大革命，也涵蓋了法律制度、文明傳承、教會財產等諸多面向。
在本書前半部，柏克首先強調過去文明的發展證明了世襲王權的不可替換性以及前人傳承經驗的重要。柏克將人類過往經驗作為反思的立論依據，並開始針對英國「光榮革命」、國王統治與選任的法理問題進行闡述，認為法國大革命忽略歷史教訓將可能導致災難性的後果。
柏克接著對支持法國大革命的理查德·普莱斯進行抨擊，因為在柏克看來，普萊斯對法國大革命的支持將會為英國引來類似1640年清教徒革命的血腥內戰。普萊斯的論述與盧梭類似，即人民有權選擇與否決統治者，將法國大革命的血腥衝突合理化。對此柏克以光榮革命作為革命不必流血的例證，即英國接受了過往歷史經驗與《大憲章》的成果，新任的威廉三世在通過《權利法案》獲得人民支持的同時，也繼續傳承了王位。柏克認為法國與英國有類似的背景條件，但是法國卻屏除了將過往棄之如敝屣而從頭來過，而選擇了大破大立的法國大革命。事實上，國民議會在處理民生問題與教會財產上確實有不少疏漏，柏克在書中不斷地質疑法國大革命在揚棄過去價值經驗後的改革，並某種程度地為貴族與教會受到的不公對待作出平反。 
對法國大革命的質疑一直延續到了本書的後半，柏克在最後討論到當時法國國民制憲議會由於喪失了其根本法理性，因此該政局幾乎無法體現君主立憲的效用。在遇到任何民生經濟、軍隊調度到律法制定的問題，都將在「自由」的名義上一筆帶過，對柏克來說，國民制憲議會的改進僅止於表面而已，而其本質上本身就是個錯誤。
在結尾，柏克再次重申其心目中革命的理想型態，即尊重過往經驗的英國光榮革命，並期許這篇回信可以對杜邦有若干的幫助。柏克在《對法國大革命的反思》中的敘述一直是奠基於歷史理論的依據之上，以此來使讀者信服。這也是為何儘管《對法國大革命的反思》剛出版時的價格高於一般時價的三倍，但仍於第一個月賣出了近一萬冊，並於1791年中翻譯成法文版本，足見其在當時的影響力。

## 影響
《對法國大革命的反思》是柏克在三十年間政治生涯的思想集合，也是柏克最知名也最具影響力的著作，並成為保守主義的代表。他的思想對於弗里德里克·哈耶克和卡爾·波普爾等古典自由主義者也有極為深刻的影響。《對法國大革命的反思》自出版以來就受到各方討論，甚至到二十世紀時因為東西冷戰的關係，作為對抗共產思想所提倡的革命，本書再度受到時人所重視。

## 節錄
- 「自由乃是我們得自於我們祖輩的一項遺產，而且是要傳給我們的後代的。」[24]
- 「人性是錯綜複雜的，社會的目標又有最大可能的複雜性；因此之故，權力就沒有一種單純的意圖或取向是能夠適合於人性或者人事的性質的。」[25]
- 「當墮落並不是為任何政治目的服務時，道德情操就會大蒙其害了。」[26]